# Science Agrees
Science Agrees (с англ. — «Наука соглашается») — дебютный студийный альбом американско-английской рок-группы D.A.R.K., записанный в 2016 году. Единственный альбом группы, в котором в качестве вокалистки приняла участие Долорес О’Риордан, умершая в январе 2018 года.
В заключительной песне альбома, «Loosen the Noose», была использована музыка из песни «Я буду там» Глеба Самойлова («Агата Кристи»).

## История
Участники группы встретились для записи альбома в Онтарио, где были записаны живые инструменты и вокальные партии. Аранжировками и продюсированием занимались все трое участников. Сведение происходило в Калифорнии и окончательный мастеринг в Лондоне.

## Список композиций
| №   | Название           | Длительность |
| --- | ------------------ | ------------ |
| 1.  | «Curvy»            | 5:28         |
| 2.  | «Chynamite»        | 3:38         |
| 3.  | «Gunfight»         | 3:17         |
| 4.  | «Steal Your Away»  | 4:39         |
| 5.  | «High Fashion»     | 4:06         |
| 6.  | «Watch Out»        | 4:33         |
| 7.  | «Miles Away»       | 4:09         |
| 8.  | «The Moon»         | 4:36         |
| 9.  | «Underwater»       | 4:16         |
| 10. | «Loosen The Noose» | 4:25         |

## Участники записи
- Продюсеры, исполнители, авторы песен: Энди Рурк, Долорес О’Риордан, Олег "Olé" Корецкий
- Гитара: Роб Ричи (1, 4, 8)
- Авторы песен: Глеб Самойлов (10)[3]